# Граничний заряд
Заря́д грани́чний (англ. maximum charge, charge limit; нім. Grenzladung f)
- 1) Максимальний заряд ВР, який не запалює в дослідному штреку метано-повітряну або пило-повітряну суміші.
- 2) Максимальна маса заряду, що допускається до застосування при вибухових роботах в гірничих виробках, небезпечних по газу або пилу.